# 切斯特·比替圣经残卷

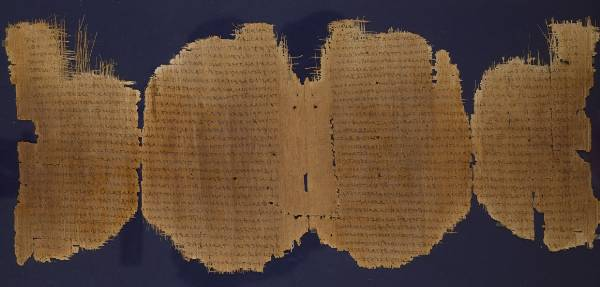
P. Chester Beatty I, (P^{45}) folio 13-14, containing portion of the Gospel of Luke

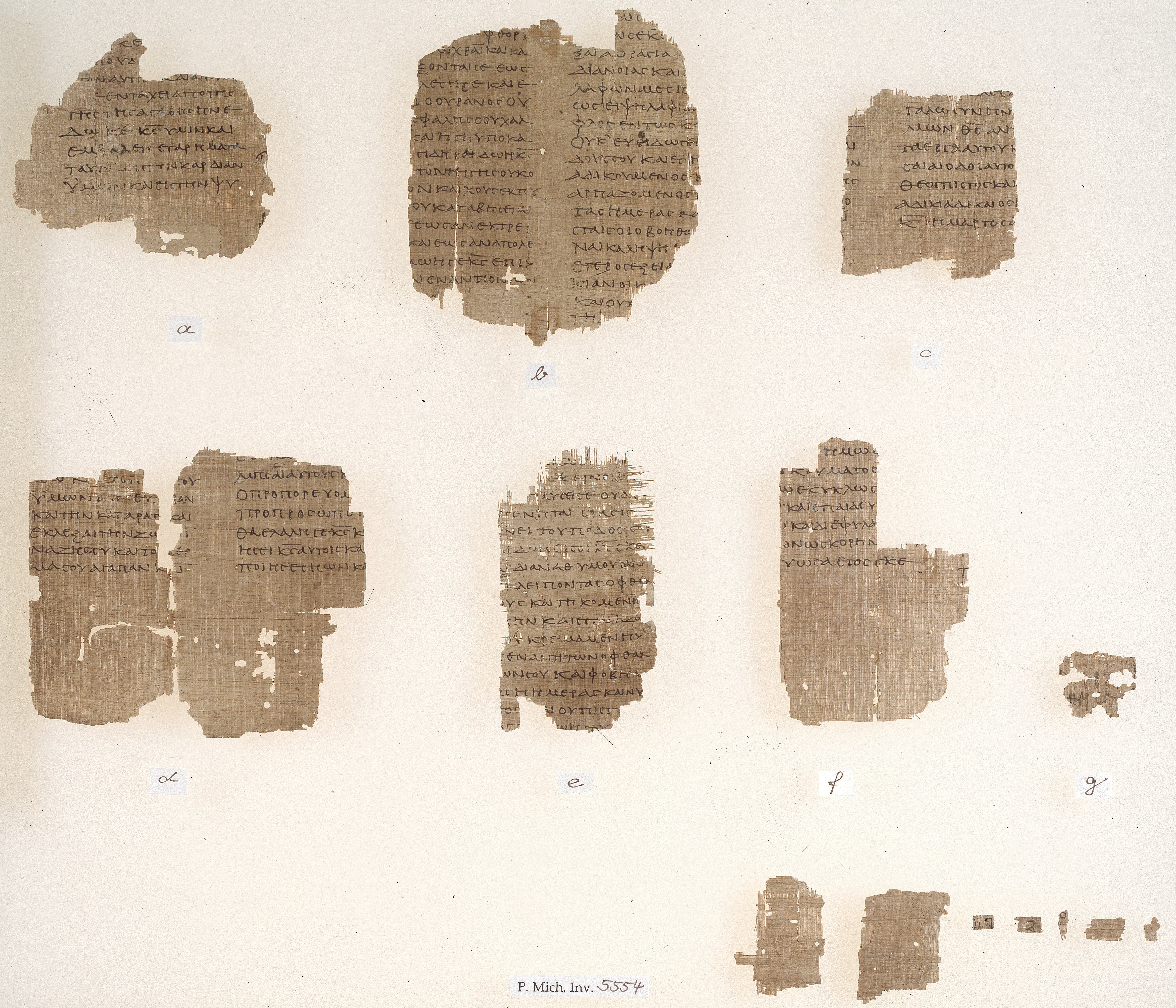
Fragments of P. Chester Beatty VI showing portions of Deuteronomy

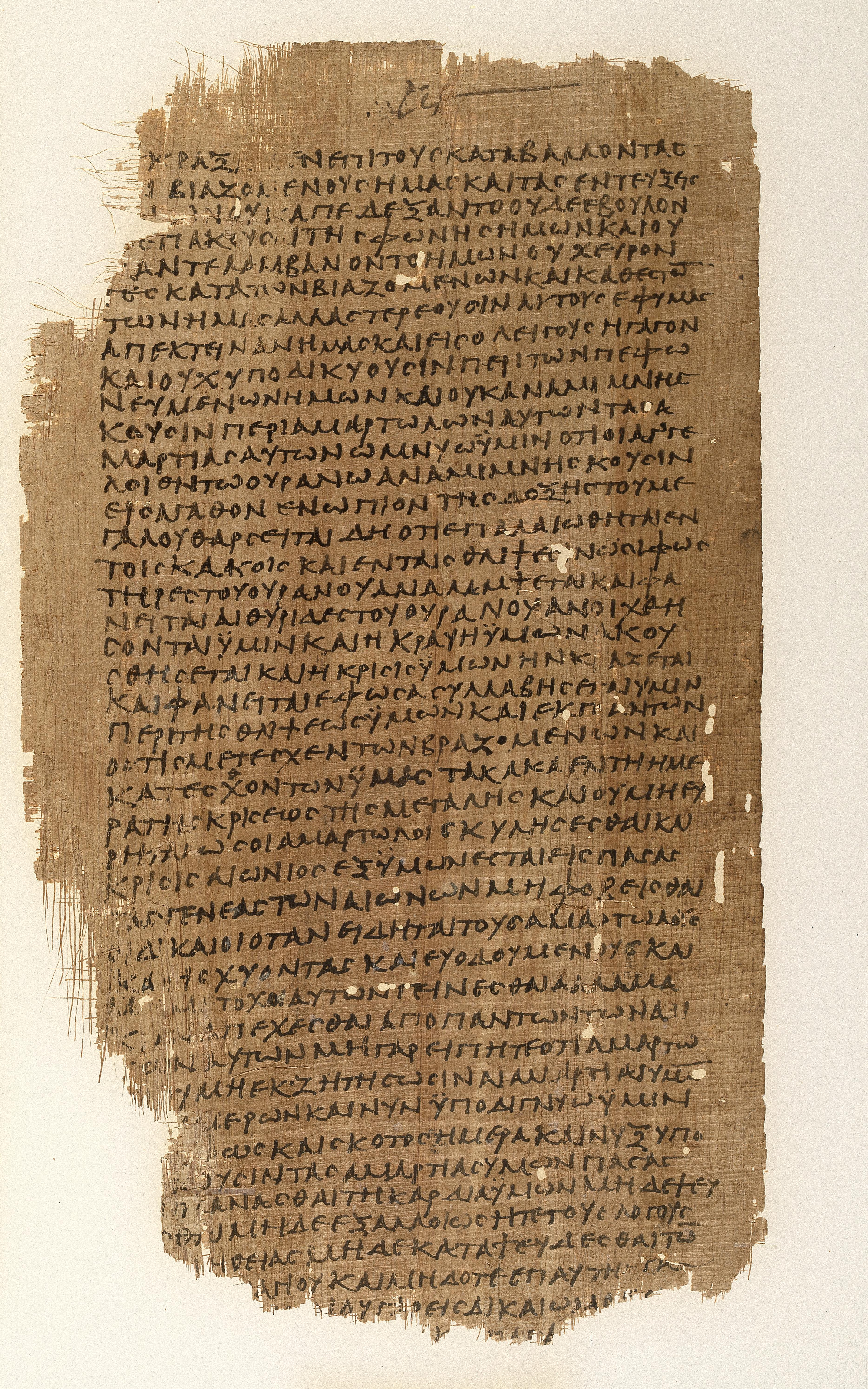
P. Chester Beatty XII, folio 3, verso, currently housed at the University of Michigan

切斯特·比替圣经残卷（Chester Beatty Papyri），为11个写在莎草纸上的古老手抄本《圣经》的合集，用希腊语写成，源自初期的基督教信仰。其中包括7个《旧约》片段、3个《新约》片段、1个《以诺书》片段、以及另外一篇讲道讲章。 这些残卷可以确定是在第三世纪写成。一部分保存於愛爾蘭首都都柏林的切斯特·比替图书馆，另一部分保存於美國密歇根大学和另外几个地方。
这些圣经残卷的发现背景尚不清楚。一般的说法指这些圣经残卷是于埃及法尤姆城，一个科普特人墓穴的坛子里被发现。阿尔弗雷德·切斯特·比替买下了大部分的残卷。密歇根大学、其他的收藏家和机构亦买下了剩下的一些，但这些残卷还是以「阿尔弗雷德·切斯特·比替」来命名。
虽然在后续的几十年里有其它的经卷被陸續發現，但对外公布发现经卷的时间仍是1931年9月19号。之后经卷由弗罗德里克·G·肯永出版，書名为《切斯特·比替圣经残卷：希腊语圣经12个手抄本的描述和内容》。其共分为8卷，以罗马数字I-XII排序。

## 特点
大部分手抄本的成书时间可以确定為第三世纪，而其中有一些则可追溯到第二世纪。这些经卷的尺寸从14X24.2 cm到18X33 cm不等。
不同于之前的卷轴，这些手抄本全部都是活页，这令最早研究这些经文的学者们倍感惊奇，因为人们一般认为基督徒在第四世纪之前并不普遍使用活页的莎草纸。每个经卷的形成之间都有不同。有一些是由若干页的莎草纸装订成一个书本（类似于记事薄），（II，VII, IX，X）， 其它的则各不相同，有的是单独一页（I），有的是五页（V），或者七页（VII）。最多的经卷最早有大概236页。

## 经卷目录
- P．切斯特·比替I：福音书和宗徒大事录，残缺不完。时间为第三世纪的上半个世纪。

- P．切斯特·比替II：保禄书信，不包含牧灵书信，但有致希伯来人书。残缺不全。时间为第三世纪的上半个世纪。

- P．切斯特·比替III：若望默示录，时间为第三世纪。

- P．切斯特·比替IV：创世纪。时间为第三世纪末。

- P．切斯特·比替V：创世纪。时间为第四世纪。第IV和第V经卷非常重要，因为是旧约圣经比较古老的手抄本，梵蒂冈手抄本和熙乃手抄本的创世纪中含有此两经卷的某些部分。

- P．切斯特·比替VI：户籍纪和申命纪，残缺不全。时间为第二世纪的上半世纪。尽管它是较古老的手抄本，但是还有这两部书比它更早的手抄本-- Rylands 458P 和Fouad 266。

- P．切斯特·比替VII：依撒意亚先知书。时间为第三世纪。破损严重，在经卷边侧空白处写有法尤姆语的注释，为埃及的一个方言。

- P．切斯特·比替VIII：耶肋米亚先知书，残缺不全。时间为第三世纪初。

- P．切斯特·比替IX和X：开始被看作为两个不同的手抄本，包含有厄则克尔先知书、达尼尔先知书和厄斯德拉书的片段。时间为第三世纪。

- P．切斯特·比替XI：训道篇的残缺不全。时间为第四世纪的上半世纪。

- P．切斯特·比替XII：哈诺客书的一个片段和匿名讲道词，被看作是出自撒尔第的梅利托内之手。时间为第四世纪。